# Ooceraea biroi
As formigas-biroi (Ooceraea biroi, transferidas do gênero Cerapachys nos anos 2010) são uma espécie de formiga originária do Japão e de Taiwan cuja repodução ocorre sem fecundação, ou seja, os indivíduos são de certo modo "cópias perfeitas" uns dos outros.